# کتاب التاجی فی اخبار الدوله الدیلمیه
کتاب التاجی فی اخبار الدولة الدیلمیة کتابی در تاریخ آل بویه و دیلمیان از آغاز کار تا روزگار عضدالدوله (سالهای ۳۳۸–۳۷۲) است از ابواسحاق ابراهیم بن هلال صابی کاتب و شاعر، که به دستور عضدالدوله برای ستایش دیلمیان و حکمرانی آنها نوشته شده‌است. این کتاب از قدیمترین تاریخهای دودمانی راجع به سلسله‌های مستقل است.
ظاهراً صابی در این کتاب نخستین بار ادعای بوییان مبنی بر ریشه گرفتن از بهرام گور شاه ساسانی را مطرح کرده‌است.
گفته شده یکی از یاران صابی او را هنگام نگارش آن کتاب دید، پرسید: به چه کار مشغولی؟ گفت: اباطیل انمقها و اکاذیب الفقها
مسکویه در نگارش تجارب الامم از التاجی که امروزه، جز بخشی از کتاب، اثری از آن برجای نمانده استفاده کرده‌است.

## شرح‌ها
محمدحسین زَبیدی بخشی از آن را با نام المُنتزع من کتاب التاجی در ۱۹۷۷ در بغداد منتشر کرده‌است. تنها نسخه این جزء کتاب التاجی در ۱۹۵۲ در کتابخانه توکلیه مسجد اعظم صنعا در یمن نگهداری می‌شود.